# Distrito electoral de Redington (condado de Morrill, Nebraska)
Redington Precinct es una subdivisión territorial del condado de Morrill, Nebraska, Estados Unidos. Según el censo de 2020, tiene una población de 106 habitantes.
El estado de Nebraska está dividido en 93 condados, 26 de los cuales están subdivididos en townships y 63 (entre ellos, el condado de Morrill) están subdivididos en regiones geográficas llamadas «precintos», donde no existen gobiernos municipales. Los cuatro condados restantes no tienen subdivisiones territoriales.  

## Geografía
La subdivisión está ubicada en las coordenadas 41°33′2″N 103°15′48″O / 41.55056, -103.26333 (41.550606, -103.263239). Según la Oficina del Censo de los Estados Unidos, tiene una superficie total de 464.78 km², de la cual 464.62 km² corresponden a tierra firme y 0.16 km² son agua.

## Demografía
Según el censo de 2020, hay 106 personas residiendo en la zona. La densidad de población es de 0,23 hab./km². El 80.19% de los habitantes son blancos, el 6.60% son de otras razas y el 13.21% son de una mezcla de razas. Del total de la población, el 20.75% son hispanos o latinos de cualquier raza.